# ハナカイドウ
ハナカイドウ（花海棠、学名：Malus halliana）は、バラ科リンゴ属の耐寒性落葉高木。中国原産。別名はカイドウ、スイシカイドウ、ナンキンカイドウなど。春に淡紅色の花を咲かせる花木として、各地で庭木などにして植栽される。

## 名称
和名ハナカイドウの由来は、中国名の「海棠」をそのまま読んだもの。別名で、ナンキンカイドウ（南京海棠）、スイシカイドウ（垂絲海棠）、カイドウ（海棠）ともよばれる。また、楊貴妃の故事から「睡れる花」ともいう。中国名は、垂絲海棠（すいしかいどう）。
近縁種はホンカイドウ（本海棠、Malus spectabilis）、ミカイドウ（実海棠、Malus micromalus）、ノカイドウ（野海棠、Malus spontanea）などがあり、これらもまとめてカイドウとよぶ場合もある。ホンカイドウ、ミカイドウ、ハナカイドウは中国原産で、日本に渡ってきたのは14世紀ごろの室町時代のことである。現在カイドウとして知られるのは、ハナカイドウという種類であるが、ときにミカイドウも見られる。

## 特徴
中国原産で、日本では北海道南西部、本州、四国、九州で植栽される。
落葉広葉樹で、低木から小高木。幹の下部から枝分かれするように乱れながら樹形を形成し、樹高は4 - 8メートル (m) になる。樹皮は暗灰色で皮目があり、ほぼ滑らかである。一年枝は明るい褐色でつやがあり、小枝には短枝がよく発達する。性質は強健で育てやすい。
花期は4月ごろで、短枝の先に淡紅色の花を4 - 6個垂れ下がって咲かせる。花の直径は3.5 - 5センチメートル、花弁は一重または半八重になり、花弁数は5 - 10枚つく。花柄がつき、長さ3 - 6 cmある。八重咲きの品種もある。
果実は直径2 cmで、暗赤色から黄色で秋（10月）に熟す。花が咲いた後のリンゴに似た小さな赤い実は、食することができる。しかし、雄蕊が退化している花が多いため、めったに結実しない。
冬芽は5 - 7枚の芽鱗に包まれた鱗芽で、卵形や長卵形で赤褐色をしている。枝の先には頂芽をつけ、側芽が枝に沿って互生し、頂芽は側芽よりも大きい。短枝の先には花芽がつく。葉痕は半円形や三日月形で、維管束痕が3個つく。葉には托葉がある。
花弁の色変わりをする品種もある。紅の蕾が開花するとピンクに変わり、徐々に色が薄くなり白い花弁に変わり、散り際に葉が生えてくる種類がある。

## 利用
春にサクラに似た花を咲かせるハナカイドウは、樹高1 mくらいの幼木でも、樹木全体に花をつけることから、狭い空間に植栽する花木として重宝される。芽吹きと共に咲く花は、優しげな風情が愛でられ、庭木あるいは生け垣に向いている。庭木としての人気は高いが、栽培地は日本の場合、関東地方以南にほぼ限られる。
栽培は日当たりの良い、土壌が適湿度をもつ砂壌土に植えられ、根は深く張る。植栽適期は2 - 3月か6月下旬 - 7月中旬、あるいは3月下旬 - 4月上旬か10月中旬 - 11月と言われている。生長は速く、剪定は11 - 3月、6月中旬に行い、施肥は2月と5月の年2回行うこととされる。高温や乾燥には弱く、真夏は水やりが必要である。
材は緻密で堅いため、器具材などに用いられることがある。
多花性を利用して、近縁のリンゴの受粉樹として利用されることがある。小さな実のなるクラブアップルは、リンゴとカイドウなどの雑種である。